# Anna von Harnier
Anna von Harnier (ur. 27 stycznia 1981) – niemiecka judoczka. Dwukrotna olimpijka. Zajęła dziewiąte miejsce w Pekinie 2008 i odpadła w eliminacjach w Atenach 2004. Walczyła w wadze półśredniej.
Brązowa medalistka mistrzostw świata w 2003; piąta w 2005 i 2007. Startowała w Pucharze Świata w latach 1998–2000, 2002–2005, 2007 i 2008. Trzecia na mistrzostwach Europy w 2007. Wicemistrzyni akademickich MŚ w 2006 roku.

## Letnie Igrzyska Olimpijskie 2004
| Konkurencja | Rundy eliminacyjne            | Klas. końcowa |
| Konkurencja | 1/16                          | Miejsce       |
| ----------- | ----------------------------- | ------------- |
| 63 kg       | Marie-Hélène Chisholm (CAN) P | I runda       |

## Letnie Igrzyska Olimpijskie 2008
| Konkurencja | Rundy eliminacyjne     | Rundy eliminacyjne         | Rundy eliminacyjne    | Repasaże             | Klas. końcowa |
| Konkurencja | 1/32                   | 1/16                       | 1/4                   | Przeciwnik I         | Miejsce       |
| ----------- | ---------------------- | -------------------------- | --------------------- | -------------------- | ------------- |
| 63 kg       | Silulu Aʻetonu (ASA) Z | Tümen-Odyn Battögs (MGL) Z | Lucie Décosse (FRA) P | Urška Žolnir (SLO) P | 9.            |